# Baie Lazare
Baie Lazare est un district  et une baie des Seychelles.

## Géographie

### Démographie
Le district de Baie Lazare couvre 12,1 km2 et compte 2 957 habitants (2002) de l'île de Mahé.

## Personnalités liées au district
- Regina Melanie (1932 - 2016), écrivaine
- Lazare Picault (v.1700-1748), explorateur